# Gruppo Ra
Il gruppo Ra è stato un gruppo formato negli anni trenta da artisti surrealisti cechi.

## Storia
Il gruppo è stato principalmente attivo durante la seconda guerra mondiale. L'iniziativa prese le mosse dall'azione di Václav Zykmund, che fondò a Rakovník le edizioni Ra, che si occuparono di traduzioni dal francese (è del 1937 la traduzione di L'Air de l'eau di André Breton) e dal tedesco.
Durante l'occupazione nazista, le attività del gruppo Ra furono considerate illegali.
Dopo la fine del conflitto, nel 1947, il gruppo Ra organizzò una serie di esibizioni e partecipazioni alla conferenza internazionale dei Surrealisti Rivoluzionari a Bruxelles.
Dall'anno successivo le attività del gruppo cessarono, a causa dell'opposizione del governo comunista. Tuttavia i singoli componenti, continuarono le loro attività autonomamente o attraverso collaborazioni.

## Componenti
- Josef Istler
- Miloš Bucket
- Ludvik Kundera
- Bohdan Lacina
- Zdenek Lorenc
- Miroslava Miškovská
- Otto Stinker
- Jaroslav Puchmertl
- Vilém Reichmann
- Václav Tikal
- Jan Zuska
- Václav Zykmund